# 吉川贵久
吉川贵久（日语：／ Yoshikawa Yoshihisa，1936年9月4日—2019年10月12日），日本男子射击运动员。他曾代表日本参加1960年、1964年、1968年和1972年夏季奥林匹克运动会射击比赛，获得二枚铜牌。他也曾参加1962年、1966年和1970年亚洲运动会。